# Дрішин
Дрішин (ірл. drisín) — вид кров'яного пудингу, приготований в Ірландії. Це інша форма ірландського чорного пудингу, він вирізняється желатиновою консистенцією. Виготовляється із суміші крові коров'ячої, свинячої або овечої, молока, солі та жиру, яку кип'ятять, просівають і, нарешті, готують, використовуючи головну кишку тварини (зазвичай свині чи вівці) як ковбасну шкіру. Ковбасу можна присмачити зеленню, наприклад, пижмом, або подати з пижмовим соусом. Рецепт дрішина в різних місцях відмінний, і він також відрізняється залежно від пори року. Дрішин — це варений продукт, але зазвичай він вимагає подальшого готування перед їжею. Те, як це робиться, відрізняється залежно від місця.
У Корку та Лімерику страва часто поєднується з трипою, де вона відоме як «пакетик і трипа». У Лімерику поєднання трипи та дрішину вважається їжею, особливою для Лімерика та тісно пов'язаною з ним.

## У культурі
Дрішин згадується у фільмах Джеймса Джойса «Улісс», «Фіннеґанське пробудження» та «Портрет митця замолоду». Він також описаний у книзі мандрівника Г. В. Мортона «У пошуках Ірландії» 1930 року.